# Danska koloniseringen av Amerika

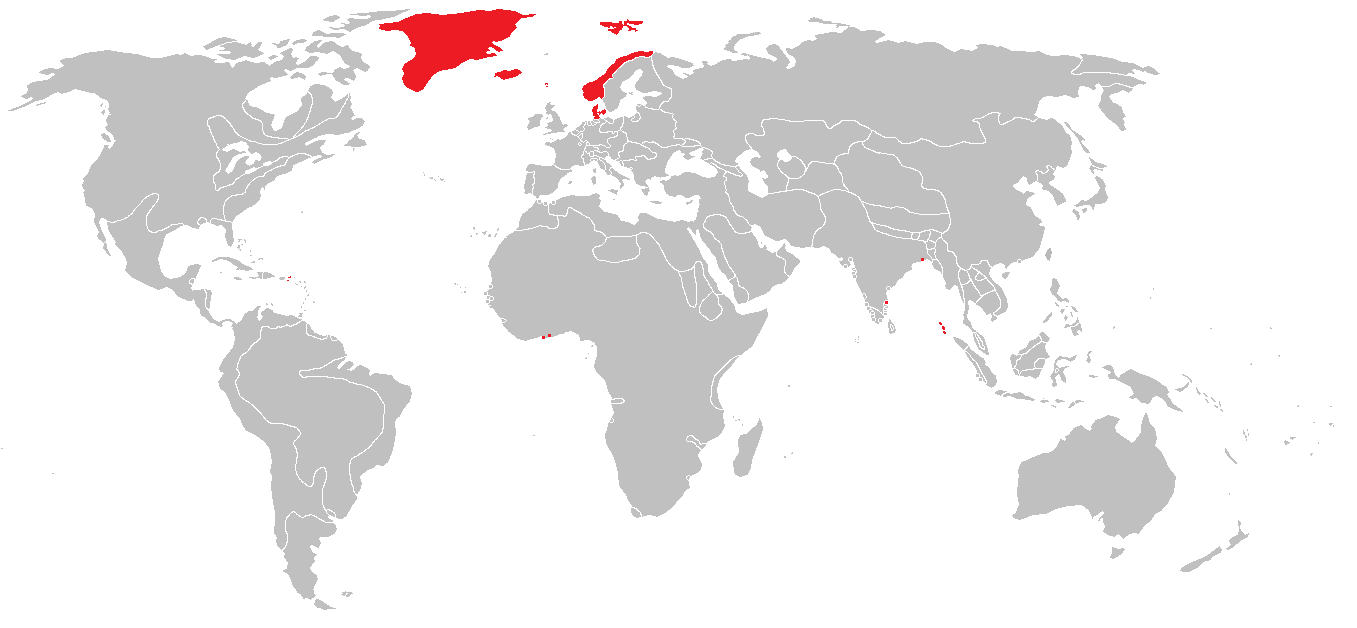
Danmark-Norges besittningar, cirka 1800

Danmark hade kolonier från 1700-talet fram till 1900-talet. Stora delar av detta inbegrep kolonisering av Amerika.
Upptäckare och bosättare från Danmark-Norge lade beslag på Danska västindien (nuvarande Amerikanska Jungfruöarna), som Danmark senare sålde till USA. Med början 1721, grundade man också kolonier på Grönland, som nu är en självstyrande del av Danmark.
Danmark-Norge grundade en koloni på Saint Thomas 1671, Saint John år 1718, och köpte Saint Croix från Frankrike 1733. Under 1700-talet delades Jungfruöarna i Karibiska sjön i två territorier, ett tillhörande brittiska imperiet och det andra danskt. De danska öarna drevs av Danska kompaniet för Västindien och Guinea till 1755 då danske kungen köpte upp dem.